# Michael Garrison (musicien)
Pour les articles homonymes, voir Garrison.
Michael Garrison est né le 28 novembre 1956 à Roseburg (Oregon), aux États-Unis. Il est décédé le 24 mars 2004 à Bend (Oregon). Il était compositeur de musique électronique.
À 13 ans, il commence à composer, bien que la musique ne lui ait pas été inculqué dès son plus jeune âge, car étant né d'un père banquier et d'une mère ménagère. Tout en étudiant la musique à l'université de l'Idaho, il  diffuse son premier album sous son propre label Windspell Records, puis plus tard sous Garrisongs Music. Son tout premier album a pour titre In The Regions of Sunreturn and Beyond (Dans les régions du retour du soleil et au-delà), inspiré des missions Voyager. En 1980, il signe en collaboration avec BMG un titre qui devient In The Regions of Sunreturn.
Il a été sous l'influence de compositeurs européens novateurs comme Klaus Schulze, Tangerine Dream et Jean Michel Jarre.

## Discographie

### Albums
- In the Regions of Sunreturn (1979)
- Prisms (1981)
- Eclipse (1982)
- Point of Impact (1983)
- Images (1986)
- Aurora Dawn (1988)
- An Earth-Star Trilogy (1989)
- The Rhythm of Life (1991)
- Live: Volume 1 (1995)
- Live: Volume 2 (1995)
- Brave New Worlds (1998)

### Compilations
- A Positive Reflecting Glow (1992)
- Tranquility Cove (1992)

### Compilation de contributions
- Wolkenreise: Zwischen Traum und Phantasie (1985)

### Album en hommage
- To the Sky and Beyond the Stars: A Tribute to Michael Garrison (2005)